# Funitel

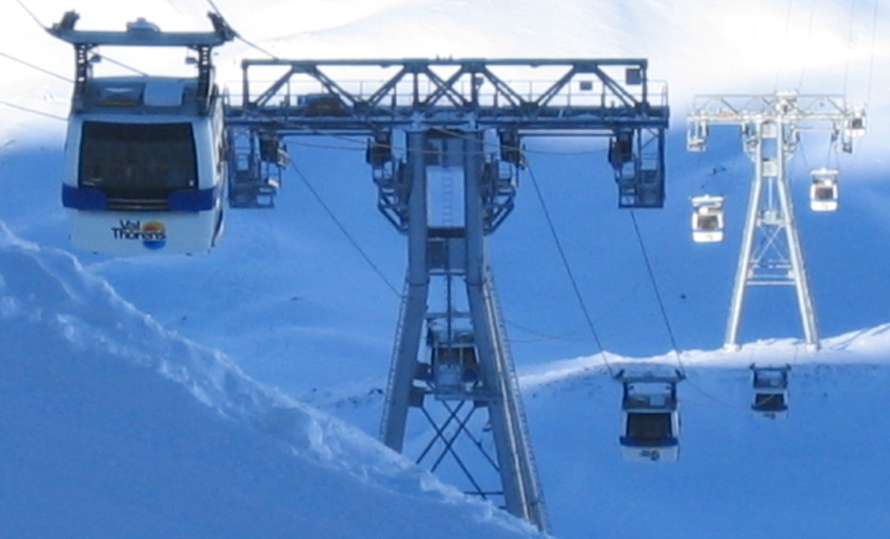
Il Funitel Fond in Val Thorens, Francia

Il funitel è una tipologia di funivia generalmente a funzionamento continuativo ed adibita al trasporto di passeggeri tramite cabine. Si distingue da una tradizionale cabinovia per il fatto di avere due funi traenti parallele, che garantiscono sia un maggiore sostegno alle cabine, aumentando la loro dimensione e la portata dell'impianto, sia una maggiore stabilità al vento. Si distinguono inoltre dagli impianti 2S/3S per non avere alcuna distinzione fra fune portante e traente. Per facilitare un'alta velocità di trasporto ed un comodo accesso ai passeggeri, le cabine vengono rallentate in prossimità delle stazioni tramite un sistema di ammorsamento automatico. 
La tecnologia fu sviluppata negli anni '80 dalla ditta francese Poma. Il termine Funitel deriva dal portmanteau in lingua francese fra funicolare e teleferica.